# Христианство в Финляндии

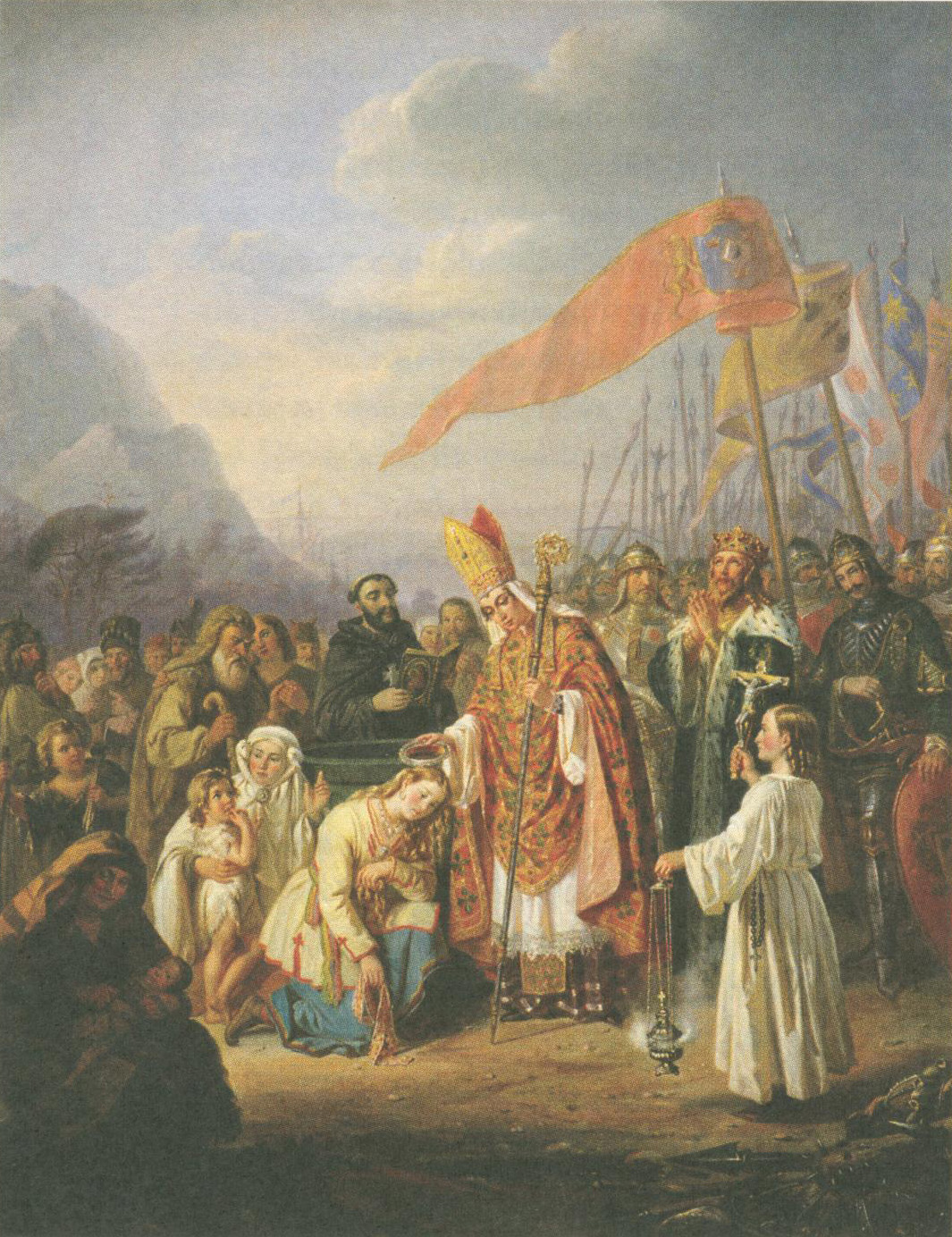

В 1155 году в Финляндию вторгается армия шведского короля Эрика IX и строит первую католическую церковь в Ноусиайнен. Первым епископом Финляндии становится Генрих Уппсальский, на тот момент Финляндия представляла собой языческую страну и первый епископ вскоре нашел свою мученическую кончину от топора Лалли. Позднее епископская кафедра перемещается в Турку, где в 1258 году был заложен собор.
Параллельно католицизму в юго-восточной Финляндии распространялось православие (среди карел). Первым православным святым на финских землях был Сергий Валаамский. К XV веку формируется Корельский уезд Водской пятины Новгородской земли, который подразумевал наличие православных церквей на финских землях: в Иломантси (церковь Ильи Пророка). В XVI веке финская Лапландия входит в зону миссионерской работы Трифона Печенгского и Феодорита Кольского
В 1536 году решением шведского короля Густава Финляндия становится лютеранской, а главой поместной церкви становится шведский король. В 1543 году Микаэль Агрикола — финский Кирилл и Мефодий в одном лице — переводит на финский язык Новый Завет, что кладет начало распространению лютеранства среди финнов.
1809 году Финляндия вошла в состав России, что способствовало обособлению финского лютеранства (появилась отдельная финская лютеранская церковь), а также распространению как православной, так и католической версий христианства. В 1892 году учреждается Выборгская епархия. После получения Финляндией независимости Финское Православие получило автономию и в 1923 году была учреждена Финская православная церковь. Духовным центром финского православия стал основанный ещё в 1407 году Валаамский монастырь (до конца Второй мировой войны он находился под юрисдикцией Финляндии).